# Arcidiocesi di Libreville

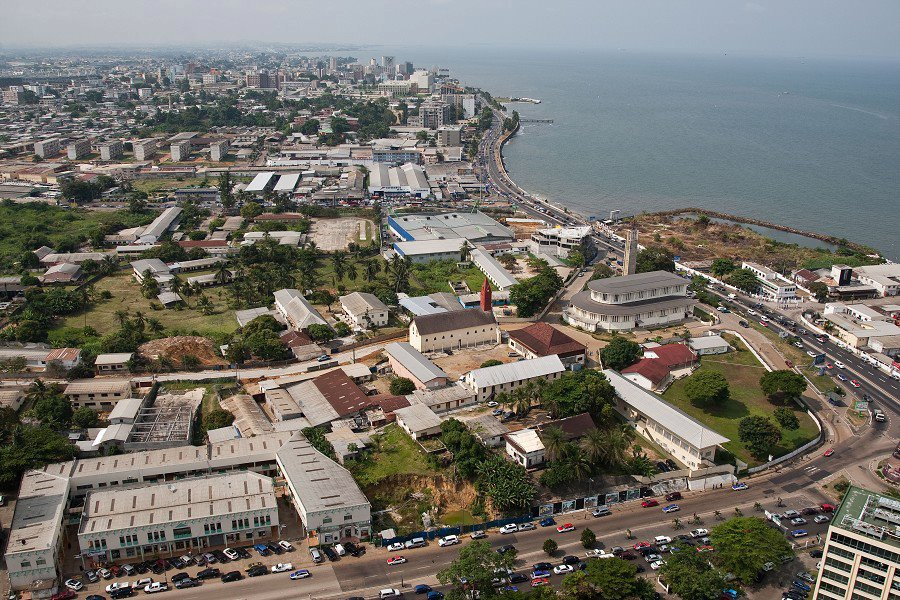
Vista dall'alto dell'antica cattedrale, edificata nel 1864, e della nuova cattedrale, la cui costruzione è iniziata nel 1958.

L'arcidiocesi di Libreville (in latino Archidioecesis Liberopolitana) è una sede metropolitana della Chiesa cattolica in Gabon. Nel 2023 contava 596.580 battezzati su 997.125 abitanti. È retta dall'arcivescovo Jean-Patrick Iba-Ba.

## Territorio
L'arcidiocesi comprende le province gabonesi di Estuaire e Moyen-Ogooué.
Sede arcivescovile è la città di Libreville, dove si trova la cattedrale dell'Assunzione di Maria.
Il territorio si estende su 39.275 km² ed è suddiviso in 37 parrocchie.

### Provincia ecclesiastica
La provincia ecclesiastica di Libreville, istituita nel 1958, comprende come suffraganee tutte le diocesi della Chiesa cattolica in Gabon:
- Diocesi di Franceville,
- Diocesi di Mouila,
- Diocesi di Oyem,
- Diocesi di Port-Gentil.

## Storia
La prefettura apostolica della Guinea fu eretta il 22 gennaio 1842, ricavandone il territorio dalle diocesi di Funchal e di São Tomé e Príncipe. Inizialmente comprendeva solo la Guinea Superiore. Ma già il 3 ottobre successivo la prefettura apostolica fu elevata a vicariato apostolico con il breve De universi dominici gregis di papa Gregorio XVI, assumendo il nome di vicariato apostolico delle Due Guinee e di Senegambia. In quest'occasione il territorio della missione fu esteso fino a comprendere di fatto tutto il litorale africano atlantico e il suo entroterra, dal fiume Senegal al fiume Orange, cioè dal Senegal al Sudafrica, eccetto i territori che dipendevano dai vescovi di São Tomé e Príncipe e di Congo in Angola.
Il primo prefetto e vicario apostolico fu il missionario irlandese Edward Barron, che già operava come missionario presso gli afroamericani cattolici ritornati in Liberia. Dopo le sue dimissioni fu nominato Eugène Tisserant, cofondatore dei missionari del Sacro Cuore di Maria, che tuttavia fece naufragio e morì poco prima di sbarcare in Africa. Il successivo vicario apostolico, Jean-Benoît Truffet, morì dopo qualche mese dal suo arrivo in sede per le febbri malariche.
In seguito il vicariato apostolico cedette porzioni del suo territorio a vantaggio dell'erezione di nuove circoscrizioni ecclesiastiche:
- il vicariato apostolico delle Isole Annobon, Corisco e Fernando Poo (oggi arcidiocesi di Malabo) il 10 ottobre 1855;
- il vicariato apostolico della Sierra Leone (oggi arcidiocesi di Freetown) il 13 aprile 1858;
- il vicariato apostolico di Dahomey (oggi arcidiocesi di Lagos) il 28 agosto 1860.

L'istituzione di queste nuove sedi divise il vicariato apostolico delle Due Guinee e di Senegambia in due parti distinte, territorialmente non più contigue tra loro. Questo impose la necessità di creare due vicariati apostolici separati, Il 6 febbraio 1863, con il breve Ex hac di papa Pio IX, il vicariato apostolico si divise per dare origine al vicariato apostolico del Senegambia (oggi arcidiocesi di Dakar) e al vicariato apostolico delle Due Guinee (meglio noto come vicariato apostolico del Gabon).
Altre porzioni di territorio furono cedute in seguito dal vicariato apostolico delle Due Guinee per l'erezione di nuove circoscrizioni ecclesiastiche:
- la prefettura apostolica di Cimbebasia (divenuta in seguito prefettura apostolica di Cubango, poi soppressa) il 3 luglio 1879;
- la prefettura apostolica della Costa d'Oro (oggi arcidiocesi di Cape Coast) il 27 settembre 1879;
- la prefettura apostolica del Niger superiore (oggi arcidiocesi di Benin City) il 2 maggio 1884;
- il vicariato apostolico del Congo francese (oggi arcidiocesi di Pointe-Noire) il 4 giugno 1886;[8]
- la prefettura apostolica del Niger inferiore (oggi arcidiocesi di Onitsha) il 25 luglio 1889.[9]

Il 18 marzo 1890 un'ulteriore porzione di territorio fu ceduta a vantaggio dell'erezione della prefettura apostolica del Camerun (oggi arcidiocesi di Yaoundé) e contestualmente il vicariato delle Due Guinee assunse il nome di vicariato apostolico del Gabon.
Il 10 luglio 1947 cambiò nome a favore di vicariato apostolico di Libreville.
Il 14 settembre 1955 il vicariato apostolico fu elevato a diocesi con la bolla Dum tantis di papa Pio XII. Originariamente era suffraganea dell'arcidiocesi di Brazzaville.
L'11 dicembre 1958 la diocesi ha ceduto una porzione di territorio a favore dell'erezione della diocesi di Mouila e nel contempo è stata elevata al rango di arcidiocesi metropolitana con la bolla Supremi illius muneris di papa Giovanni XXIII.
Il 29 maggio 1969 e il 19 marzo 2003 ha ceduto ancora porzioni di territorio a vantaggio dell'erezione delle diocesi di Oyem e di Port-Gentil.

## Cronotassi dei vescovi
Si omettono i periodi di sede vacante non superiori ai 2 anni o non storicamente accertati.
- Edward Barron † (22 gennaio 1842 - 3 settembre 1844 dimesso)
- Eugène Tisserant, C.S.Sp. † (maggio 1845 - 7 dicembre 1845 deceduto)[4]
- Jean-Benoît Truffet, C.S.Sp. † (22 settembre 1846 - 23 novembre 1847 deceduto)
- Jean-Rémi Bessieux, C.S.Sp. † (20 giugno 1848 - 30 aprile 1876 deceduto)
- Pierre-Marie Le Berre, C.S.Sp. † (7 settembre 1877 - 16 luglio 1891 deceduto)
- Alexandre-Louis-Victor-Aimé Le Roy, C.S.Sp. † (3 luglio 1892 - 24 maggio 1896 nominato superiore generale della Congregazione dello Spirito Santo)
- Jean Martin Adam, C.S.Sp. † (16 febbraio 1897 - 7 maggio 1914 dimesso)
- Louis Jean Martrou, C.S.Sp. † (7 maggio 1914 succeduto - 22 marzo 1925 deceduto)
- Louis-Michel-François Tardy, C.S.Sp. † (4 gennaio 1926 - 28 gennaio 1947 deceduto)
- Jean-Jérôme Adam, C.S.Sp. † (10 luglio 1947 - 29 maggio 1969 dimesso[10])
- André Fernand Anguilé † (29 maggio 1969 - 3 aprile 1998 ritirato)
- Basile Mvé Engone, S.D.B. (3 aprile 1998 - 12 marzo 2020 ritirato)
- Jean-Patrick Iba-Ba, dal 12 marzo 2020

## Statistiche
L'arcidiocesi nel 2023 su una popolazione di 997.125 persone contava 596.580 battezzati, corrispondenti al 59,8% del totale.
| anno | popolazione | popolazione | popolazione | presbiteri | presbiteri | presbiteri | presbiteri                | diaconi | religiosi | religiosi | parrocchie |
| anno | battezzati  | totale      | %           | numero     | secolari   | regolari   | battezzati per presbitero | diaconi | uomini    | donne     | parrocchie |
| ---- | ----------- | ----------- | ----------- | ---------- | ---------- | ---------- | ------------------------- | ------- | --------- | --------- | ---------- |
| 1950 | 120.000     | 350.000     | 34,3        | 50         | 17         | 33         | 2.400                     |         | 37        | 65        | 23         |
| 1970 | 3.640       | 210.000     | 1,7         | 46         | 22         | 24         | 79                        |         | 60        | 74        | 16         |
| 1980 | 188.000     | 305.000     | 61,6        | 47         | 14         | 33         | 4.000                     |         | 58        | 80        | 22         |
| 1990 | 360.000     | 600.000     | 60,0        | 37         | 11         | 26         | 9.729                     |         | 78        | 90        | 27         |
| 1999 | 416.000     | 696.000     | 59,8        | 60         | 15         | 45         | 6.933                     | 1       | 66        | 107       | 33         |
| 2000 | 423.000     | 708.000     | 59,7        | 55         | 16         | 39         | 7.690                     |         | 137       | 118       | 29         |
| 2001 | 380.000     | 600.000     | 63,3        | 57         | 16         | 41         | 6.666                     | 1       | 107       | 113       | 29         |
| 2002 | 420.000     | 780.000     | 53,8        | 45         | 14         | 31         | 9.333                     | 2       | 119       | 124       | 39         |
| 2003 | 352.000     | 660.000     | 53,3        | 48         | 14         | 34         | 7.333                     | 1       | 58        | 104       | 24         |
| 2004 | 289.500     | 553.777     | 52,3        | 43         | 19         | 24         | 6.732                     | 1       | 48        | 85        | 23         |
| 2013 | 483.000     | 807.000     | 59,9        | 90         | 46         | 44         | 5.366                     | 2       | 91        | 104       | 35         |
| 2016 | 534.000     | 894.000     | 59,7        | 85         | 37         | 48         | 6.282                     | 2       | 78        | 108       | 36         |
| 2019 | 565.000     | 955.000     | 59,2        | 85         | 36         | 49         | 6.647                     | 1       | 90        | 108       | 38         |
| 2021 | 576.830     | 975.000     | 59,2        | 98         | 44         | 54         | 5.886                     | 2       | 93        | 126       | 37         |
| 2023 | 596.580     | 997.125     | 59,8        | 110        | 54         | 56         | 5.423                     | 2       | 146       | 113       | 37         |